# Roland Binder
Roland Binder (ur. 25 lutego 1940 roku w Esslingen am Neckar) – niemiecki kierowca wyścigowy.

## Kariera
Binder rozpoczął karierę w międzynarodowych wyścigach samochodowych w 1967 roku od startów w Europejskim Pucharze Formuły 3, gdzie został sklasyfikowany na 25 pozycji. W późniejszych latach Niemiec pojawiał się także w stawce Solituderennen, Formuły 3 Hessenpreis, Grote Prijs van Limborg, Internationales ADAC-Eifelrennen, Europejskiej Formuły 2, Interserie, World Challenge for Endurance Drivers, PR for Men Trophy, Francuskiej Formuły 3, Niemieckiej Formuły 3, World Championship for Drivers and Makes, FIA World Endurance Championship oraz German Racing Championship.
W Europejskiej Formule 2 Niemiec startował w latach 1970-1975, 1977. Jednak tylko w sezonie 1973 zdobywał punkty. Z dorobkiem pięciu punktów uplasował się wtedy na siedemnastej pozycji w klasyfikacji generalnej.